# Amphineurus (Rhamphoneurus) sanus
Amphineurus (Rhamphoneurus) sanus is een tweevleugelige uit de familie steltmuggen (Limoniidae). De soort komt voor in het Neotropisch gebied.